# Висоцький Іван Іванович
 Іва́н Іва́нович Висо́цький (15 травня 1919 на Сумщині) — бандурист.
Учасник Другої світової війни. У 1955 році закінчив Путивльську музичну школу, заочно Путивльську середню школу (1977). З 1946 р. почав працювати завідувачем клубу в с. Воргол Конотопського району. Під впливом бандуристів, які виступали в селі, виготовив собі бандуру і самотужки навчився на ній грати.
У 1950—1968 роках — завідувач Литвинівського сільського клубу Кролевецького району. З 1968 р. працював художнім керівником Будинку культури с. Волокитине Путивльського району. Вчився по класу баяна на заочних курсах при Центральному будинку народної творчості імені Н. К. Крупської в Москві. З 1984 р. — пенсіонер.
Керував невеликим ансамблем бандуристів при Будинку культури, часто виступав як соліст-бандурист або разом з бандуристом Костянтином Петровичем Санчевським чи завідувачкою будинку культури Марією Олександрівною Москаленко, яку навчив грати на бандурі.